# Thryonomys gregorianus
Thryonomys gregorianus és una espècie de mamífer rosegador de la família dels trionòmids. Viu al Camerun, el Txad, la República Democràtica del Congo, Etiòpia, Kenya, Malawi, el Sudan del Sud, Tanzània, Uganda, Zàmbia i Zimbàbue. Es tracta d'un animal majoritàriament nocturn. Els seus hàbitats naturals són els herbassars, els boscos, les zones humides i les zones amb herbes semiaquàtiques. És una espècie en risc mínim, és a dir, no sembla que hi hagi cap amenaça significativa per a la seva supervivència.